# Zhu Rong (mythologie chinoise)
Pour les articles homonymes, voir Zhu Rong.
Zhu Rong 祝融 est un personnage mythique de l’antiquité chinoise, ministre de Huangdi ou de Ku, parfois considéré lui-même comme un empereur et un des Trois Augustes (selon le Liji). Il est aussi un des dieux du feu.

## Ministre ou empereur
Selon le Shiji, descendant de Zhuanxu et donc de Huangdi, il avait pour nom Zhongli, Zhu Rong étant le nom de son fief. Il est, comme Zhuanxu, ancêtre de la famille royale de Chu.
Il aurait été régulateur du feu, nom d’une fonction ministérielle de l’antiquité, au service de l’empereur Ku ou de Huangdi selon les sources. À ce titre, c’est lui et non Zhuanxu qui aurait affronté Gonggong selon certaines versions de la célèbre légende du ciel brisé. Il aurait ensuite été envoyé dans les monts Heng, le Pic du Sud, où il serait mort. On y trouve effectivement un temple à lui dédié, et le sommet principal, le Pic de Zhurong, a gardé son nom. Selon le Guoyu, ses descendants se séparèrent en huit tribus, connues comme les huit clans de Zhurong, installées au Henan, au Shandong, au Jiangsu et au Hubei.
Certaines traditions l’assimilent à Yandi, l’Empereur rouge, à cause de l’association de cet empereur avec le sud et le feu selon la théorie des Cinq éléments. D’autres le font vivre, comme beaucoup de divinités taoïstes, sur le mont Kunlun dans le Palais de la lumière.

## Divinité
C’était un dieu du feu en concurrence avec Suiren et Huilu, deux autres personnages mythiques de l’antiquité. Pour réconcilier les prétentions concurrentes de Suiren et Zhu Rong, on explique en général que le premier inventa les techniques pour faire le feu et le second les moyens de le conserver et de l’utiliser. C’est une des divinités encore honorées le 23 du sixième mois lunaire par les pompiers sous le nom de Seigneur stellaire de la vertu du feu.
Selon les traditions du Hunan, il aurait inventé les pétards pour chasser les esprits mauvais alors qu’il vivait sur le mont Hengshan, il est donc le patron des artificiers et fabricants de pétards. Ceux de Liuyang au Hunan, où cette industrie traditionnelle est très développée, se considèrent comme ses descendants directs.
On lui prête parfois un corps d’animal et un dragon pour monture.

## références dans la littérature
Dame Zhurong est un personnage de l’Histoire des Trois Royaumes, épouse du souverain du royaume austral de Nanman. Elle doit son nom au fait qu’elle prétendait descendre de Zhu Rong.